# Terezie Hrubá
Terezie Hrubá (rozená Vránová, 26. ledna 1875 Hnojice – 18. května 1933 Přerov) byla moravská průmyslnice a podnikatelka v potravinářství, zakladatelka a majitelka úspěšného závodu na výrobu ovocných a zeleninových konzerv, cukrovinek či potravinových náhražek v Přerově. Podnik založený roku 1905 se následně vypracoval na největší závod svého druhu na Moravě a druhý takový v celém Rakousku-Uhersku. Firma nesla pod dlouhou dobu jméno své zakladatelky, která firmu po celý svůj život řídila, což bylo v dobovém kontextu a při takové velikosti společnosti velmi neobvyklé.

## Život

### Mládí
Narodila se v obci Hnojice u Šternberku do rodiny majetného sedláka Vincence Vrány a jeho ženy Josefy, byla vychovávána v prostředí rodinného hospodářství a vedena k pracovitosti a samostatnosti. Vychodila obecnou školu v Hnojicích, následně studovala měšťanskou školu v Brně, na studium navázala navštěvováním brněnského Učitelského ústavu v letech 1891 až 1894. Roku 1896 pak v Praze složila učitelské zkoušky a následně pracovala jako učitelka na obecných školách v Hukovicích u Nového Jičína a Mělčanech u Dolních Kounic nedaleko Brna.

### Vlastní živnost
V zaměstnání se seznámila s učitelem Václavem Hrubým, za kterého se provdala roku 1898. Následně se na jistou dobu odstěhovali do Tovačova, roku 1900 přesídlili do Přerova. Václav Hrubý zde pak téhož roku stál u zřízení obchodní akademie v Přerově, první takové školy na Moravě, byl spoluautorem konceptu ústavu a stal se jeho prvním ředitelem.
Terezie Hrubá již při pobytu v Tovačově zpracovávala plodiny vlastní produkce a přebytky svépomocně prodávala známým, což ji jen podpořilo v úvahách o vlastní živnostenské činnosti. Zejména ovoce podléhá po sběru rychlé kazivosti, značnou část výrobků tvořily zavařeniny a produkce marmelád. O živnostenské oprávnění zažádala Hrubá roku 1905, její žádosti bylo vyhověno téhož roku, 18. srpna. Společníkem nově založené firmy se stal manžel Václav, název ovšem nesl pouze jméno manželky. První produkci odbavovala z kuchyně bytu v patře domu na Horním náměstí, kvůli následné rozrůstající se poptávce si pronajala prostor na nedalekém přerovském zámku.

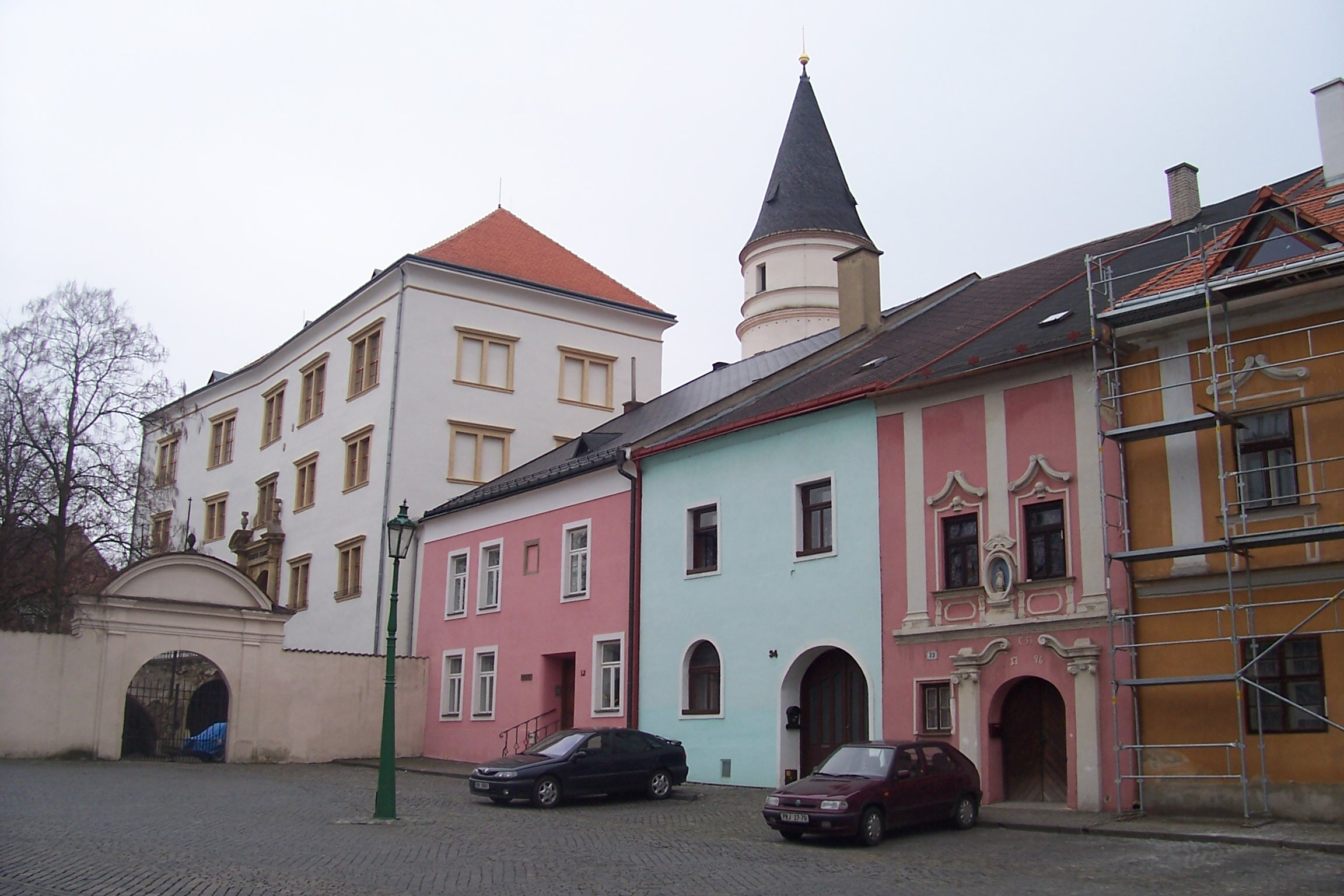
Přerovský zámek, místo, v jehož prostorách Terezie Hrubá též podnikala

Roku 1906 zakoupili manželé Hrubí pozemek průmyslového areálu sušárny řepy na Osmeku (pozdější ulice Za Mlýnem), kde začali postupně budovat tovární komplex na zpracování a sterilizaci plodin a produkci dalších potravinářských výrobků. Roku 1912 Terezie Hrubá úředně definitivně přeměnila svou živnost v tovární podnikání, své zastoupení měl podnik po celé říši. Při areálu nechali vystavět také dům se šesti byty, z nichž jeden z nich spolu s dětmi Věnceslavou (Václavou), Václavem a Vladivojem obývali, bylo zde též zázemí sídla firmy.

### Nepokoje v Přerově 1919

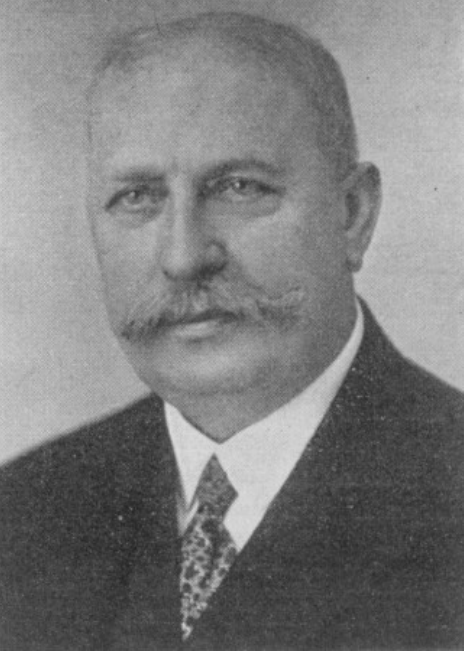
Manžel Václav Hrubý

24. května 1919 byla v Přerově konána demonstrace namířená proti rostoucímu zdražování zboží a především potravin, která se přelila v nepokoje a akty veřejného nactiutrhačství. V rámci shromáždění proběhly spontánní projevy parlamentních poslanců Rejhona a Marka, následně rozvášněný dav, složený především z dělníků, donutil několik majetných občanů města, včetně Terezie Hrubé, pochodovat v čele průvodu městem a střídat se při nesení atrapy šibenice. Jedním z důvodů zapojení Hrubé mohlo být též úmrtí dělnice Alžběty Děrdové při nehodě nákladního výtahu v lednu téhož roku. Při nepokojích byl mj. zraněn redaktor místních novin.

### T. Hrubá, továrna na cukrovinky

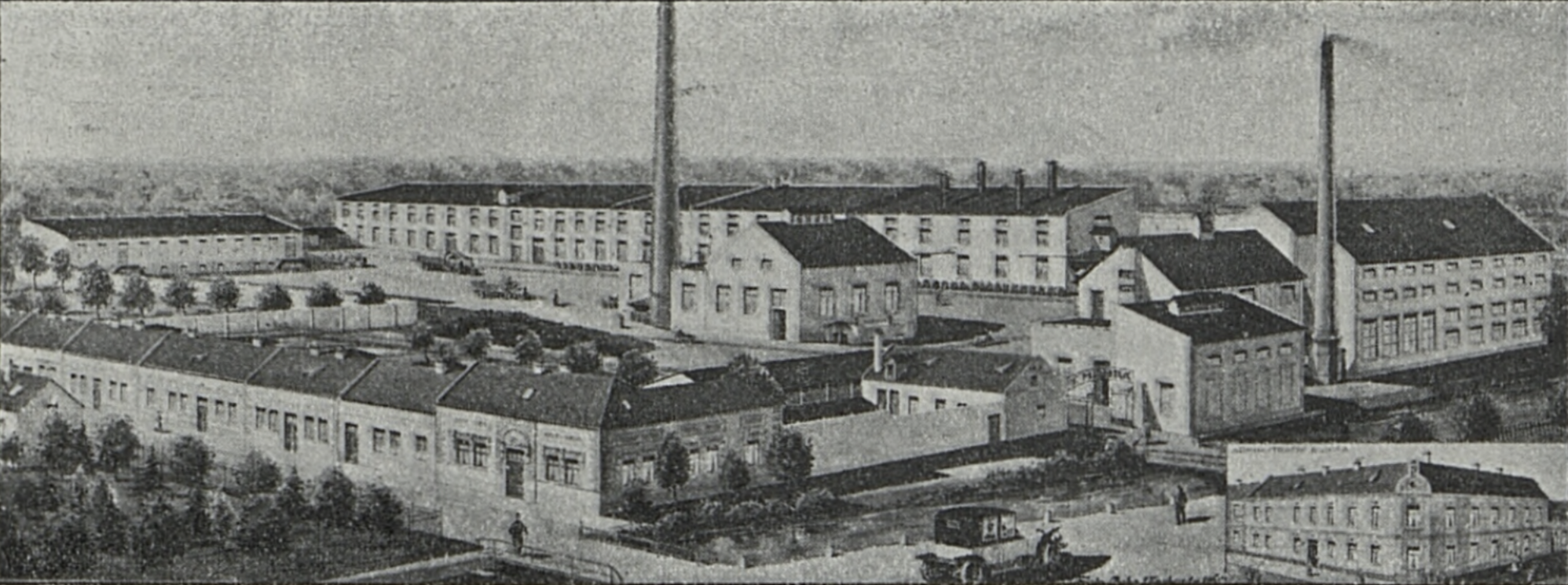
Malba továrny T. Hrubé v podobě přibližně ve 20. letech 20. století

V roce 1919 spoluzaložila Hrubá s manželem a dvěma dalšími společníky přidruženou firmu Argo, továrna na poživatiny a chemické preparáty. Začátkem 20. let zažádala Hrubá o povolení k rozšíření výroby o cukrovinky, čokoládu, kávové produkty a potravinové náhražky, od roku 1922 firma toto zboží vyráběla. Od roku 1927 nesla název T. Hrubá, továrna na cukrovinky, čokoládu a ovocné konservy v Přerově. Roku 1931 začal podnik, jako jeden z prvních v Československu, a zejména na Moravě, vyrábět zmrzlinu. Vývoz zboží probíhal do řady evropských zemí: Německa, Itálie či Rakouska.
Terezie Hrubá řídila továrnu s velkým osobním nasazením, v továrně trávila mnoho času a neustále svůj podnik zdokonalovala a mezi svými zaměstnanci, kterých pro celou společnost pracovalo kolem roku 1930 přes 300, byla oblíbená. Firmu řídila od jejího založení až do roku 1932, kdy vedení zanechala ze zdravotních důvodů.

### Úmrtí
Terezie Hrubá zemřela po nemoci 18. května 1933 v Přerově a byla pohřbena do rodinné hrobky na zdejším městském hřbitově.

### Po smrti
Firmu následně spravoval Václav Hrubý, po jeho smrti dcera Věnceslava a společníci firmy. Její činnost byla pak omezena událostmi spojenými s převzetím moci v Československu komunistickou stranou v únoru 1948 a následným znárodněním veškerého hospodářství ve státě. Závod pak fungoval pod značkou ZORA.

### Rodinný život
Terezie Hrubá se 10. září 1898 v Brně vdala za Václava Hrubého, z jejich manželství vzešly děti Věnceslava, provdaná Kačírková, Václav a Vladivoj. Václav Hrubý zemřel roku 1935.